# رونکو آلادیجه
رونکو آلادیجه (به ایتالیایی: Ronco all'Adige) یک کومونه در ایتالیا است که در استان ورونا واقع شده‌است. رونکو آلادیجه ۴۲٫۶ کیلومتر مربع مساحت و ۵٬۸۳۴ نفر جمعیت دارد و ۲۳ متر بالاتر از سطح دریا واقع شده‌است.